# Maison à l'oriflamme
La maison à l'oriflamme est un édifice situé à Luxeuil-les-Bains, en France.

## Description
Depuis 2022 un bar à cocktails s’est installé dans la maison à l’oriflamme

## Localisation
L'édifice est situé sur la commune de Luxeuil-les-Bains, dans le département français de la Haute-Saône.

## Historique
L'édifice est inscrit au titre des monuments historiques en 1971.